# Polyrhachis cupreata
Polyrhachis cupreata är en myrart som beskrevs av Carlo Emery 1895. Polyrhachis cupreata ingår i släktet Polyrhachis och familjen myror. Inga underarter finns listade i Catalogue of Life.